# Unione Sportiva Codogno 1931-1932
Questa pagina raccoglie i dati riguardanti l'Unione Sportiva Codogno nelle competizioni ufficiali della stagione 1931-1932.

## Rosa
Rosa:
| N. |                   | Ruolo | Calciatore         |
| -- | ----------------- | ----- | ------------------ |
|    | Italia (bandiera) | D     | Angelo Arcari (II) |
|    | Italia (bandiera) | C     | Bruno Arcari (IV)  |
|    | Italia (bandiera) | C     | Erminio Belloni    |
|    | Italia (bandiera) | D     | Giuseppe Belloni   |
|    | Italia (bandiera) | D     | Luigi Calzati      |
|    | Italia (bandiera) | A     | Giuseppe Canevara  |
|    | Italia (bandiera) | A     | Antonio Cassoni    |
|    | Italia (bandiera) | A     | Pietro Chiesa      |
|    | Italia (bandiera) | P     | Ubaldo Cipriani    |
|    | Italia (bandiera) | D     | Silvio Corbellini  |

| N. |                   | Ruolo | Calciatore              |
| -- | ----------------- | ----- | ----------------------- |
|    | Italia (bandiera) | C     | Alfredo De Franceschini |
|    | Italia (bandiera) | C     | Carlo Gelera            |
|    | Italia (bandiera) | A     | Guerrino Granata        |
|    | Italia (bandiera) | A     | Cornelio Marchini       |
|    | Italia (bandiera) | A     | Alessandro Mazzoletti   |
|    | Italia (bandiera) | D     | Antonio Mazzoletti      |
|    | Italia (bandiera) | D     | Ennio Quattri           |
|    | Italia (bandiera) | C     | Antonio Rulfi           |
|    | Italia (bandiera) | P     | Vercellesi              |